# Сикор (Илиноис)
Сикор (енгл. Secor) град је у америчкој савезној држави Илиноис.

## Демографија
По попису из 2010. године број становника је 373, што је 6 (-1,6%) становника мање него 2000. године.
| Група             | 2000.       | 2010.       |
| Белци             | 378 (99,7%) | 363 (97,3%) |
| Афроамериканци    | 1 (0,3%)    | 0 (0,0%)    |
| Азијати           | 0 (0,0%)    | 0 (0,0%)    |
| Хиспаноамериканци | 0 (0,0%)    | 6 (1,6%)    |
| Укупно            | 379         | 373         |